# Episodi di Dickinson (prima stagione)
La prima stagione della serie televisiva Dickinson, composta da 10 episodi, è stata resa disponibile a livello internazionale il 1º novembre 2019 sulla piattaforma Apple TV+
| nº | Titolo originale                     | Titolo italiano                   | Uscita USA       | Uscita in Italia |
| -- | ------------------------------------ | --------------------------------- | ---------------- | ---------------- |
| 1  | Because I Could Not Stop             | Poiché non potevo fermarmi        | 1º novembre 2019 | 1º novembre 2019 |
| 2  | I Have Never Seen 'Volcanoes'        | Non ho mai visto "Vulcani"        | 1º novembre 2019 | 1º novembre 2019 |
| 3  | Wild Nights                          | Notti selvagge                    | 1º novembre 2019 | 1º novembre 2019 |
| 4  | Alone, I Cannot Be                   | Sola, non posso essere            | 1º novembre 2019 | 1º novembre 2019 |
| 5  | I Am Afraid to Own a Body            | Ho paura di possedere un Corpo    | 1º novembre 2019 | 1º novembre 2019 |
| 6  | A Brief, but Patient Illness         | Una breve, ma paziente malattia   | 1º novembre 2019 | 1º novembre 2019 |
| 7  | We Lose - Because We Win             | Perdiamo - perché vinciamo        | 1º novembre 2019 | 1º novembre 2019 |
| 8  | There's a Certifiable Slant of Light | Una certa Inclinazione della luce | 1º novembre 2019 | 1º novembre 2019 |
| 9  | 'Faith' Is a Fine Invention          | La "Fede" è una bella invenzione  | 1º novembre 2019 | 1º novembre 2019 |
| 10 | I Felt a Funeral, in My Brain        | Sentivo un Funerale, nel Cervello | 1º novembre 2019 | 1º novembre 2019 |

## Poiché non potevo fermarmi
- Titolo originale: Because I Could Not Stop
- Diretto da: David Gordon Green
- Scritto da: Alena Smith

### Trama
Nell'Amherst del 19º secolo, nel Massachusetts, una giovane Emily Dickinson è stanca dei tentativi della sua famiglia di trovarle un corteggiatore. L'ultimo è un suo amico, George, che accetta di pubblicare una delle poesie di Emily. Emily scopre che suo fratello Austin ha proposto alla sua migliore amica, Sue. Austin comunica ai genitori i suoi piani di trasferimento a Detroit con Sue, tuttavia suo padre vuole che rimanga ad Amherst. In seguito, Emily e Sue si incontrano ed Emily chiede a Sue di amarla sempre più di Austin e si baciano. George manda in pubblicazione nella prossima edizione della sua rivista una poesia di Emily, anche se quest'ultima ha paura della reazione di suo padre. A cena, il padre di Emily annuncia che intende candidarsi al Congresso, Austin annuncia che lui e Sue rimarranno ad Amherst ed Emily racconta alla sua famiglia che la sua poesia è stata pubblicata. Dopo questa notizia, il padre di Emily le urla di aver rovinato il nome della famiglia. Nella sua mente, Emily incontra la Morte e discute le sue poesie. Quella notte, il padre di Emily parla di come non vuole perderla e le chiede di non sposarsi e di non lasciare la famiglia.

## Non ho mai visto "Vulcani
- Titolo originale: I have never seen 'Volcanoes
- Diretto da: David Gordon Green
- Scritto da: Alena Smith e Rachel Axler

### Trama
Emily e Sue discutono dell'idea di scappare insieme. Emily scopre che un docente dovrebbe tenere una presentazione sui vulcani, ma suo padre è contrario che le donne ricevano un'istruzione superiore. Più tardi, la madre di Emily è arrabbiata per la decisione del marito di prendere una domestica e rivela di sentirsi inutile. Mentre acquista vestiti con sua sorella Vinnie, Emily dice accidentalmente che Sue si è fidanzata. In seguito, Emily e Sue decidono di vestirsi da uomini per intrufolarsi alla conferenza. Al college, George le vede, ma accetta di mantenere il loro segreto. Tuttavia, a metà della lezione, Emily rivela accidentalmente che sono lì. Suo padre è arrabbiato nello scoprire le azioni di Emily e le dice di smetterla con le sue buffonate. La madre di Emily poi la accusa di essere egoista e di non pensare a suo padre. Quella notte, Emily dice a Sue che si sente intrappolata, come le persone a Pompei. Sue poi le dice che sa come si sentono i vulcani e fanno l'amore.

## Notti Selvagge
- Titolo originale: Wild nights
- Diretto da: Lynn Shelton
- Scritto da: Alena Smith e Ali Waller

### Trama
Emily si sveglia dopo aver avuto un incubo sulla perdita di Sue. Nel frattempo, i genitori Dickinson partono per Boston e per la sera i ragazzi decidono di organizzare una festa. Sue è riluttante ad annunciare il suo fidanzamento con Austin a causa della sua mancanza di denaro, ma Austin insiste per pagare tutti i suoi debiti. La cotta di Vinnie, Joseph, partecipa, così come Jane, un'ex compagna di classe di Emily che è interessata ad Austin. George porta l'oppio alla festa ed Emily lo condivide con gli ospiti. George chiede a Emily di ballare e parla di sposare Emily, ma lei gli dice di sposare una ragazza normale. Austin annuncia quindi il suo fidanzamento con Sue prima che lei rincorra Emily. Jane rivela i suoi sentimenti per Austin e mette in dubbio il suo matrimonio con Sue a causa della relazione di Sue ed Emily. Austin scopre Emily e Sue che si baciano e Sue rivela di sentirsi soffocata da entrambi e che intende lasciare la città per trasferirsi a Boston.

## Sola, non posso essere
- Titolo originale: Alone, I cannot be
- Diretto da: Lynn Shelton
- Scritto da: Alena Smith

### Trama
Con Sue partita per Boston, Emily e Austin sono sconvolti. La città progetta di costruire una ferrovia che attraversi Amherst ed Emily scopre che il suo albero preferito verrà abbattuto. Dopo aver letto Walden, lei e George cercano aiuto in Henry David Thoreau. Emily è delusa nello scoprire che lui è disinteressato alla sua causa, ma suo padre decide comunque di proteggere il suo albero per lei.

## Ho paura di possedere un corpo
- Titolo originale: I am afraid to own a Body
- Diretto da: Silas Howard
- Scritto da: Alena Smith e Ken Greller

### Trama
George chiede la mano di Emily, al padre Edward ed è deluso quando quest'ultimo sembra suggerire a George di essere troppo indulgente con EmilY. Mentre Emily si prepara a recitare l'Otello con il suo club del libro di Shakespeare, George cerca di convincerla a comportarsi in modo più obbediente, prima tentando di censurare l'opera e poi rifiutandosi di lasciare che Henry, uno dei braccianti afroamericano dei Dickinson, reciti 
un ruolo nell'opera. Sebbene George in seguito cerchi di spiegare le sue ragioni, Emily è arrabbiata e rifiuta apertamente la sua proposta di matrimonio.

## Una breve, ma paziente malattia
- Titolo originale: A brief, but patient illness"
- Diretto da: Silas Howard
- Scritto da: Rachel Axler

### Trama
L'intera famiglia crede che Emily stia per morire, portando sia suo padre che sua madre a rilasciare comiche confessioni. Tuttavia, Emily sta solo fingendo di essere ammalata per rimanere nella sua stanza a leggere e scrivere poesie. Lasciando la sua stanza alla ricerca di un libro, incontra l'impiegato di suo padre, Ben Newton, che come lei è anche un appassionato di poesia. Dopo aver terminato la sua poesia e averla data a Ben, Emily finge di guarire miracolosamente. È sorpresa di incontrare Sue, che è tornata dopo aver sentito che Emily era sul letto di morte. Emily esorta Sue ad andare avanti con il suo matrimonio con Austin. Lavinia assume un artista per dipingere un suo ritratto. Scontenta dei risultati, tenta un abbozzo personale di se stessa.

## Perdiamo - perché vinciamo
- Titolo originale: We lose – because we win
- Diretto da: Stacie Passon
- Scritto da: Alena Smith e Robbie Macdonald

### Trama
Edward si prepara per il giorno delle elezioni ed è sorpreso quando il suo seggio presumibilmente sicuro al Congresso viene coinvolto in un testa a testa. Ben invita Emily a partecipare a un concorso di poesia locale, ma Emily rifiuta, sapendo che farlo metterà in imbarazzo suo padre. Come compromesso, Emily chiede ad Austin di presentare la sua poesia "Nobody knows this little Rose" sotto il suo nome. Lo fa e vince il concorso. Edward si rende conto che la poesia è di Emily e i due hanno un violento confronto. Edward finalmente vince il suo posto, ma tutta la sua famiglia è troppo depressa e arrabbiata per festeggiare la sua vittoria.

## Una certa inclinazione della vita
- Titolo originale: There's a certain Slant of light
- Diretto da: Stacie Passon
- Scritto da: Hayes Davenport

### Trama
Edward è partito per Natale e i Dickinsons organizzano una cena. Depressa dalla partenza di Edward, la madre di Emily si mette a letto lasciando che i ragazzi facciano da padroni di casa. Emily invita Ben, Sue sorpresa ne è gelosa mentre Emily si dedica ai lavori domestici per impressionarlo. La mattina di Natale Emily è sorpresa di apprendere che suo padre le sta costruendo un giardino d'inverno in modo che possa godersi i fiori tutto l'anno.

## "La Fede" è una bella invenzione
- Titolo originale: Faith' is a fine invention
- Diretto da: Patrick Norris
- Scritto da: Darlene Hunt

### Trama
Emily e Ben si dichiarano i loro sentimenti mentre osservano un'eclissi solare, ma lui è molto malato. Quando la sua tosse peggiora, Emily lo assiste nella casa della famiglia Dickinson ed è turbata quando inizia ad avere allucinazioni. Sue prova il suo abito da sposa e scopre di essere incinta, con suo grande dispiacere. Lavinia dà a Joseph uno schizzo di se stessa nuda, che lui farà vedere a tutti.

## Sentivo un funerale, nel cervello
- Titolo originale: I felt a Funeral, in my Brain
- Diretto da: Patrick Norris
- Scritto da: Alena Smith e Ali Waller

### Trama
Arriva il giorno del matrimonio di Austin e Sue. Emily è ancora in lutto per la morte di Ben, ma cerca di rendere speciale il giorno del matrimonio di Sue scrivendole una poesia d'amore e raccogliendo un bouquet per lei. Le sue azioni riaccendono la gelosia di Austin, che la bandisce dal matrimonio anche se dice alla famiglia che è stata Emily a decidere di non venire. George lascia la città per cercare fortuna in California e si offre di portare Emily con sé, ma lei rifiuta citando il suo desiderio di rimanere con Sue. Edward finalmente torna a casa.